# Optimera
Optimera AS er en norsk byggemarkedskæde med 160 varehuse i Norge. Virksomheden er en del af den franske byggematerialekoncern Saint-Gobain. Optimera er Norges største byggemarkedskæde og omsætter for over 11 mia. norske kroner (2023). De har over 2.000 ansatte.
Der findes også en Optimera byggemarkedskæde i Sverige, den kendes som Optimera Svenska. I Danmark blev byggemarkedskæden Optimera A/S i 2019 solgt til Davidsens Tømmerhandel A/S.